# 日本社会主义青年同盟解放派
日本社会主义青年同盟解放派，简称社青同解放派或解放派，是日本历史上的一个新左翼党派，成立于1965年。其核心政治组织是革命的劳动者协会（革劳协）。
1965年，该组织作为日本社会主义青年同盟的一个分支成立。1971年，该组织独立。1981年，该组织分裂为主流派（革命的劳动者协会（社会党社青同解放派））和非主流派（争取革命的劳动者党建设解放派全国协议会）。该组织批判列宁主义，提出“恢复马克思主义”的主张。
该组织的创始人是泷口弘人（佐佐木庆明），领导人包括中原一（笠原正义）、高见圭司、狭间嘉明等。其机关报刊为《解放》（旧称《革命》），学生组织为反帝学生评议会（反帝学评），大众组织为无产阶级统一战线（无产统）。成员佩戴蓝色头盔。口号是“全世界无产者，联合起来！”。警察白书称其为”极左暴力集团“，媒体则称其为“过激派”。

## 思想
与其他许多日本新左翼团体采纳托洛茨基主义或马克思列宁主义路线不同，该组织坚持第一国际的正统马克思主义复兴立场，批判布尔什维克式先锋党对大众进行思想灌输的指导路线，持反布尔什维克主义（反列宁主义）、卢森堡主义、左翼共产主义和工人反对派（如亚历山德拉·柯伦泰）的立场。虽然该组织否定列宁主义的灌输论，但并没有否定先锋队的组织化，并建立一个名为“共产主义通信委员会”的先锋队组织。
该组织批判马克思列宁主义的原则，提倡“马克思主义的复兴”。因此，在党的组织理论方面，该组织批判列宁主义的先锋队理论（灌输论），并以维护全世界无产阶级的共同利益，建立革命马克思主义政党为目标。该组织还批判斯大林主义的一国社会主义理论、托洛茨基主义的反斯大林主义、毛泽东思想以及旧左翼的官僚主义，呼吁无产阶级的国际团结。同时，该组织对日本劳农派的社会主义思想给予肯定。
1961年5月，泷口弘人撰写的《为夺回共产主义-革命马克思主义旗帜的斗争宣言（草案）》后来成为该组织的纲领性文件。文中指出，在“日本帝国主义新国家垄断资本主义的发展”下，唯有让无产阶级具备全阶级的政治性，彻底贯彻阶级斗争，夺取统治权力，从根本上推翻资本主义社会，建设新的共同社会。而“各国社会民主党是被现代官僚主义包围的特殊利益联盟”，因此有必要通过“全世界无产阶级的共同利益”来“创造性地复兴伟大的真实的共产主义-革命马克思主义”。此外，泷口弘人还批判了“自称或被称为托洛茨基主义者的团体”和黑田宽一，认为他们是“通过唯心论形成的宗派主义”，并指出“反资产阶级”才是“反斯大林主义”的现实基础，而非反过来。他还批判了列宁主义-布尔什维克主义的基本原则，认为它“彻底背离了马克思主义的基本原则”，并且是“对第一国际章程前文开头原则的背弃”，同时强调“斯大林主义的真正批判者不可能是托洛茨基主义”。因此，他提出，诚实面对现代革命的人，其立场不可能是“马克思列宁主义”，必须彻底明确是“马克思主义”。最后，泷口弘人主张必须“坚定地捍卫、强调并进一步发展作为科学的‘劳农派'马克思主义的成果”，并呼吁“应从在日本社会党内部形成一个以彻底纯化共产主义-革命马克思主义为目标的公开的、有组织的派别开始”。